# NGC 1779
NGC 1779 é uma galáxia espiral barrada (SB0-a) localizada na direcção da constelação de Eridanus. Possui uma declinação de -09° 08' 52" e uma ascensão recta de 5 horas, 05 minutos e 18,0 segundos.
A galáxia NGC 1779 foi descoberta em 30 de Janeiro de 1786 por William Herschel.